# Georg Michael Welzel
Georg Michael Welzel (Cottbus 11 april 1944 – Tarragona 2 maart 1974) was een DDR-vluchteling en een van de laatste slachtoffers van de doodstraf in Spanje.
Hij werd geëxecuteerd onder de naam Heinz Ches in het detentiecentrum van Tarragona. Rond dezelfde tijd vond de executie plaats van de anarchist Puig Antich in Barcelona.

## Leven
Tussen 1964 en 1970 werd Welzel drie keer gearresteerd voor een poging om zonder toestemming de DDR te verlaten. Vrijwel de hele periode tussen 1964 en 1972 bracht hij door in gevangenissen van de DDR. Nadat de Bondsrepubliek hem had vrijgekocht, verkreeg hij een vals paspoort onder de naam van Klaus Hermann Rudolf Sackman, waarmee hij in september 1972 via Frankrijk en Port Bou naar Spanje reisde. Zijn familie bleef in de DDR.

## Gebeurtenissen in Spanje
Op 13 december 1972 schoot Welzel in de haven van Barcelona op een lid van de Guardia Civil, die daarbij ernstig gewond raakte. Paar dagen later, op 19 december 1972, betrad een lid van de Guardia Civil een café in Tarragona, waar Welzel zich ook bevond. Welzel schoot hem zonder waarschuwing dood met een gestolen vuurwapen. Tijdens het verhoor gaf Welzel toe geschoten te hebben, maar ontkende hij elke intentie om te moorden.
Tijdens de ondervragingen beweerde Welzel dat hij Heinz Ches (andere schrijfwijze: Chez) heette en dat hij in 1939 in Szczecin geboren was. Waarom hij zijn identiteit verborgen hield, blijft onduidelijk. Vermoed wordt dat Welzel bang was voor druk van DDR-autoriteiten op zijn familie of dat hij zich schaamde voor zijn daad. 
Interpol meldde echter de ware identiteit van Welzel aan de Spaanse autoriteiten, maar deze negeerde de ontvangen informatie. Ook de Spaanse overheid leek geen interesse te hebben in het publiceren van zijn ware identiteit, mogelijks omdat gevreesd werd dat het de diplomatieke betrekkingen met de Bondsrepubliek Duitsland zou schaden. 
In de rechtszaak werd Welzel vertegenwoordigd door een jonge advocaat die de zaak in een bar kreeg aangeboden. Niemand stelde beroep in tegen het opgelegde doodvonnis op 6 september 1973. De executie duurde langer dan normaal, omdat de beul niet goed met de garrote kon werken. Vanaf het begin van de executie tot het overlijden had de beul verschillende pogingen nodig, die bij elkaar een half uur duurden.
Over de achtergrond van de veroordeling tot de doodstraf bestaat volgend vermoeden: ETA had Franco's aangewezen opvolger Luis Carrero Blanco vermoord, daarom wilde het regime een voorbeeld stellen door de anarchist Puig Antich te executeren. Om de zaak echter niet te veel op een politiek proces te laten lijken, moest ook een "gewone crimineel" worden terechtgesteld. Het feit dat Welzel officieel geen vrienden of familieleden had en afkomstig was uit een land waar Franco-Spanje geen diplomatieke betrekkingen mee onderhield, vergemakkelijkte de procedure.

## Latere gebeurtenissen
Welzel liet drie kinderen achter die zijn executie pas zijn te weten gekomen na de Val van de Muur. 
In 1977 voerde de theatergroep Els Joglars, onder leiding van regisseur Albert Boadella, een toneelstuk op over de zaak in het toneelstuk "La Torna". De uitvoering van het toneelstuk werd na 40 uitvoeringen gestopt en vier leden van de groep werden door een militaire rechtbank veroordeeld voor het beledigen van het leger tot een gevangenisstraf van twee jaar. Boadella zelf wist spectaculair te ontsnappen uit het Ziekenhuis Clínico in Barcelona en ging in ballingschap in Frankrijk.
In 2004 verscheen een Spaanse documentaire over de geschiedenis van Welzel: La muerte de nadie (Nederlands vertaald: de dood van niemand) van Joan Dolç.
In 2005 voerde Albert Boadella zijn toneelstuk uit 1977 opnieuw op in een herziene versie met Toneelschoolstudenten onder de titel: La Torna de La Torna.
In 2006 zond Deutschlandfunk een uitzending uit over Georg Michael Welzel in de serie Studiozeit: "vermoord door Franco's Wurgpaal – Het lot van de DDR-vluchteling Georg Welzel" gemaakt door Ute Steinbicker en Hans-Jürgen Schmitt.